# Обор (Петровськ-Забайкальський район)
Обо́р (рос. Обор) — село у складі Петровськ-Забайкальського району Забайкальського краю, Росія. Входить до складу Катаєвського сільського поселення.

## Населення
Населення — 186 осіб (2010; 205 у 2002).
Національний склад (станом на 2002 рік):
- росіяни — 99 %